# The Road to Guantanamo
The Road to Guantanamo è un film documentario diretto da Michael Winterbottom e Mat Whitecross nel 2006. Racconta la storia vera della detenzione nel campo di Guantanamo Bay di tre giovani inglesi catturati in Afghanistan nel 2001 e ritenuti, a torto, militanti di Al-Qaida.
I tre giovani (Ruhal Ahmed, Asif Iqbal e Shafiq Rasul) vennero rilasciati solo nel 2004.
Il film è stato girato in Afghanistan, Pakistan e Iran, dove sono state riprese le scene ambientate a Cuba.